# Бугайчик американський
Бугайчик американський (Ixobrychus exilis) — вид птахів родини чаплевих (Ardeidae). Поширений в Америці.

## Опис
Це найдрібніший представник бугайчиків, тіло завдовжки 28-36 см, в середньому — 33 см, вага — 86 г, розмах крил — 43 см.
Тіло стисле, ноги короткі, пальці на лапах короткі, кігті довгі, викривлені. Будова лап не дозволяє птахові пересуватися в густій траві, серед якої він зазвичай гніздиться. Дзьоб прямий, тонкий, загострений. Самець і самка однакові за розмірами, але розрізняються в забарвленні. Характерне забарвлення Ixobrychus exilis — загальний жовтий фон, на голові темнг. Шапочка і спина у самки пурпурно-каштанові, на шиї — темні смуги. У самців шапочка зеленувато-чорна, такі ж спина і хвіст. Шия коричнево-біла, такі ж боки і низ. Крила каштанові з контрастними світлими плямами. Молоді птахи схожі на самок, але шапочка у них блідіша і більш коричнева, грудка і горло буре з темними смугами. У обох статей навесні оперення стає блискучим.
Відома більш рідкісна, темна раса, так званий «бугайчик Корі», у якого оперення каштанове. У молодих птахів довгий, м'який пух охристого кольору зверху і білого — знизу.
Яйця еліптичної форми, світло-блакитні або світло-зелені, матові, гладкі, їх розмір — 31 на 24 мм.
Видає цілу гаму гучних криків. Самець в шлюбний період привертає увагу самки цілком голубиним воркуванням «ух-ух-ух-ух-ух у-у-уу-у-уах». Самки відповідають «цокаючими» криками. У стані тривоги видає три типи криків — гучне квакання, шипляче «хах» або одноманітне «тат-тат-тат».

## Поширення
Гніздиться на заході Північної Америки — у південному Орегоні, у внутрішніх районах Каліфорнії, а також на півдні узбережжя, в центральних районах Байї, на південному узбережжі пустелі Сонори. На сході Північної Америки зустрічається від південних районів Манітоби, на південному сході Канади (Онтаріо і Квебек), в східній частині штату Мен і далі на південь до західних і південних районів Техасу, Флориди і Великих Антильських островів. На захід заходить до центральних районів штату Монтана, Юта, східних районів Колорадо, Нью-Мексико; в Центральній Америці — у Гватемалі, Ель-Сальвадорі, Гондурасі, Нікарагуа, Коста-Риці, Панамі, повсюдно в Мексиці.

## Спосіб життя
Американський бугайчик — болотний птах. Гніздиться по берегах прісних водойм з густою рослинністю, яка чергується з ділянками відкритої води, які знаходяться не далі 10 м від гнізда. Споруджує платформу для гнізда прямо на мілині в прибережній воді на глибині 0,1-1,0 м. Повертається із зимівель з південних районів США на північ країни в квітні- початку травня, гніздиться в червні- липні. У Південній Флориді до гніздування приступає після 18 травня, більшість пташенят опірюются після 15 червня. Пік розмноження (перший і другий виводок) на північному сході США припадає на кінець травня — початок липня.

## Розмноження
Парування відбувається на гнізді, як перед, так і після початку насиджування. Самка і самець створюють на час гніздування моногамні пари. Самка відкладає по одному яйцю щодня, в кладці може бути від двох до семи яєць, але зазвичай чотири-п'ять. Розмір кладки варіюється залежно від популяції. У ранніх кладках, відкладених до середини червня, яйця дрібніші, ніж у більш пізніх кладках. Насиджують обидва батьки з появою першого або другого яйця, інкубація триває 17-20 днів. Пташенята вилуплюються в різний час в межах триденного періоду. Кілька днів батьки доглядають за потомством, а через 5 днів (або 10-15) молодь залишає гніздо. Деякий час вони ще повертаються до гнізда, де їх догодовують батьки.

## Збереження
Чисельність популяцій скорочується в результаті деградації звичних місць існування на території США. На сході США популяції залишалися стабільними протягом 1966-89 років, тоді як на північному сході Ixobrychus exilis належить до зникаючих видів; за категорією: вид, що потребує охорони або вид, що знаходиться під загрозою зникнення.